# قلعه‌جیق (اسماعیل‌لی)
قلعه‌جیق (به لاتین: Qalacıq) یک منطقه مسکونی در جمهوری آذربایجان است که در شهرستان اسماعیللی واقع شده است. قلعه‌جیق ۱۷۵۲ نفر جمعیت دارد.